# Moisés Suárez
Moisés Suárez Aldana (Ciudad Mante, Tamaulipas, 11 de agosto de 1945) es un actor y comediante mexicano. Es conocido por interpretar al personaje de Arturo López, en la serie Vecinos (2005), a El Gato GC, en el programa Corre GC Corre (1987), y a la Pájara Peggy,  La carabina de Ambrosio (1980). De este último, fue la segunda persona en personificar el papel, después de Humberto Navarro.
Adicionalmente, se ha desempeñado como director cinematográfico con los cortometrajes de terror Ruidos, Hesitación: La Desvergonzada Disyuntiva de un Suicida en Potencia, Dulce Sabor y El Caso 076.

## Filmografía

### Películas animadas
- Los ilusionautas, como Chateau.

### Películas
- Voces adicionales en Barney's Version

### Televisión y cine
- Nosotros los niños como Perico Gregorio[3]
- 1980-1981: La carabina de Ambrosio como Pájara Peggy[4]
- 1980-1985, 1990-1995: Chespirito - Don Cecilio Buenavista, Don Celorio, Quico y varios personajes
- 1987: Corre GC Corre como El Gato GC[5]
- 1989: La telaraña (serie de televisión)
- 1990: La hora marcada
- 1990: Alcanzar una estrella
- 1991: Milagro y magia
- 1993: Corazón Salvaje como Roque, el empleado de Cajiga.
- 1994: Acapulco H.E.A.T. como Juez Madera
- 1994: El vuelo del águila como Padre Agustín Domínguez y Díaz
- 1994-1995: Imperio de cristal como Lic. Covarrubias
- 1996: La antorcha encendida como  Arzobispo Lizana y Beaumont
- 1996-2005: Mujer, casos de la vida real (1996-2005).
- 1997: Caminero como el profesor
- 1997: Alguna vez tendremos alas
- 1998: La máscara del Zorro como don Héctor
- 2001: Carita de angel
- 2001: In the Time of the Butterflies como Burócrata
- 2001: Salomé como Germán
- 2002: Así son ellas como Octavio
- 2002: Nuestra casa como Pájara Pegui
- 2002: Clase 406 como Arturo Ferreira Julines
- 2003: Velo de novia como Demetrio Carillo
- 2004: Amy, la niña de la mochila azul como el licenciado Benigno Calvillo
- 2005: Sueños y caramelos como Delfino
- 2005: El privilegio de mandar como Felipe Calderón
- 2005-2008, 2017-presente: Vecinos como Arturo López
- 2007: Sexo y otros secretos como el organizador
- 2009-2014: El Chavo animado como el Profesor Jirafales a partir de la tercera temporada (voz).
- 2008: Alma de hierro como Ortega
- 2009: Mujeres asesinas como don Chucho
- 2009: Hermanos y detectives como Carlos
- 2011: Una familia con suerte como Lamberto
- 2012: Como dice el dicho como Treviño
- 2012: Qué bonito amor'' como policía
- 2013: Corazón indomable como Suárez
- 2013-2014: Qué pobres tan ricos (2013-2014) como el licenciado
- 2014-2015: Hasta el fin del mundo (2014-2015) como Manuel
- 2015: Amor de barrio como don Hermes
- 2016: Yago
- 2018: Descontrol[6]
- 2020: Esta historia me suena
- 2022: Rutas de la vida[7]
- 2023: El Junior: El Mirrey de los Capos[8]
- 2025: Riquísimos, por cierto[9]

### Teatro
- 11 y 12 en el Teatro Libanés (2007)
- 1987: El Gato GC con botas, en el Teatro de los Insurgentes
- 'Diputado Dindon' en La Jaula de las Locas (2016-2018), Teatro Hidalgo, Dir. Matías Gorlero.

## Premios

### Asociación Nacional de Actores
| Año  | Categoría          | Trayectoria            | Resultado |
| ---- | ------------------ | ---------------------- | --------- |
| 2016 | Medalla Distintiva | 25 Años de Trayectoria | Ganador   |